# Reacție Prilejaev
Reacția Prilejaev este o reacție chimică de epoxidare, care presupune reacționarea unei alchene cu un peroxiacid. În urma acestei reacții organice se obțin epoxizi.
Reacția a fost descoperită de Nikolaus Prilejaev în 1909.
Cel mai folosit peroxidacid este acidul meta-cloroperoxibenzoic (m-CPBA), datorită stabilității sale și a solubilității bune în majoritatea solvenților organici.
Un bun exemplu este reacția de epoxidare a stirenului  cu acid perbenzoic, cu formarea de oxid de stiren: